# Стрмець (Луче)
Стрмець (словен. Strmec) — поселення в общині Луче, Савинський регіон, Словенія. Висота над рівнем моря: 925,4 м. 